# Jefriem Morozow
Jefriem Michajłowicz Morozow (ros. Ефрем Михайлович Морозов, ur. 1906 w Taganrogu, zm. 1971 w Iwanowie) – funkcjonariusz radzieckich organów bezpieczeństwa, pułkownik, ludowy komisarz spraw wewnętrznych Tatarskiej ASRR (1939-1941), ludowy komisarz bezpieczeństwa państwowego Tatarskiej ASRR (1941).

## Życiorys
W latach 1922–1925 uczeń szkoły fabryczno-zawodowej w Taganrogu, a 1925-1928 technikum w Moskwie, od 1926 w WKP(b), później pomocnik majstra i kierownik działu w fabryce w Taganrogu. Od lutego 1938 II sekretarz, potem I sekretarz rejonowego komitetu WKP(b) w obwodzie rostowskim, od 28 stycznia 1939 do 26 lutego 1941 ludowy komisarz spraw wewnętrznych Tatarskiej ASRR, 21 lutego 1939 mianowany kapitanem bezpieczeństwa państwowego. Od 26 lutego do 31 lipca 1941 ludowy komisarz bezpieczeństwa państwowego Tatarskiej ASRR, od sierpnia 1941 do stycznia 1942 szef miejskiego oddziału NKWD w Bołogoje i równocześnie od września 1941 zastępca szefa Oddziału NKWD obwodu kalinińskiego (obecnie obwód twerski), od 15 sierpnia 1941 major bezpieczeństwa państwowego, od lutego 1942 do lipca 1945 zastępca szefa Zarządu NKWD obwodu swierdłowskiego, 14 lutego 1943 mianowany pułkownikiem. Od lipca 1945 do grudnia 1946 szef Zarządu NKWD/MWD obwodu czkałowskiego (obecnie obwód orenburski), od stycznia 1947 do lipca 1948 szef Zarządu Poprawczych Kolonii Pracy Zarządu MWD obwodu rostowskiego, od lipca 1948 do sierpnia 1952 zastępca szefa Zarządu NKWD obwodu rostowskiego, od sierpnia 1952 do sierpnia 1962 szef Wydziału Poprawczych Kolonii Pracy Zarządu MWD obwodu iwanowskiego.

## Odznaczenia
- Order Czerwonej Gwiazdy (20 września 1943)
- Order „Znak Honoru” (dwukrotnie, m.in. 26 kwietnia 1940)
- Odznaka "Zasłużony Funkcjonariusz NKWD" (6 marca 1943)

I 3 medale.